# Matthew Emerton
Matthew James Emerton (Camberra, 9 de novembro de 1971) é um matemático australiano, professor da Universidade de Chicago. Trabalha com geometria algébrica, teoria dos números e teoria de representação.
Emerton estudou matemática na Universidade de Melbourne, com o bacharelado em 1993, obtendo um doutorado em 1998 na Universidade Harvard, orientado por Barry Mazur, com a tese 2-adic modular forms of minimal slope. Em 1998 foi professor assistente na Universidade de Michigan, em 2000 na Universidade de Chicago e em 2001 na Universidade do Noroeste, onde foi em 2008 professor. Em 2011 foi professor na Universidade de Chicago.
Lida com número p-ádico no programa Langlands.
Foi palestrante convidado do Congresso Internacional de Matemáticos em Seul (2014: Completed cohomology and the p-adic Langlands Program).

## Obras
- com Frank Calegari: Completed cohomology – a survey, in: John Coates u. a., Nonabelian Fundamental Groups and Iwasawa Theory, London Math. Soc. Lecture Notes 393, 2011, p. 239–257
- com Frank Calegari: Bounds for multiplicities of unitary representations of cohomological type in spaces of cusp forms, Annals of Mathematics, Volume 170, 2009, p. 1437–1446.
- com Mark Kisin: An introduction to the Riemann-Hilbert correspondence for unit F-crystals, in A. Adolphson, Geometric aspects of Dwork theory, Volume 2, De Gruyter 2004, p. 677–700
- com Mark Kisin: The Riemann-Hilbert correspondence for unit F-crystals, Asterisque, Volume 293, 2004
- An introduction to the p-adic geometry of modular curves, Appendix in Gouvea, Deformations of Galois representations, in: B. Conrad, K. Rubin, Arithmetic Algebraic Geometry, IAS/Park City Mathematical Series 9, 2001, p. 377–398
- com Mark Kisin: Unit L-functions and  a conjecture of Katz, Annals of Mathematics, Volume 153, 2001, p. 329–354